# Тунел под пощата
Тунелът под пощата e пътен тунел, който свързва булевард „Княгиня Мария-Луиза“ с улица „Гладстон“ и минава под площад „Централен“ и пощата в Пловдив. Тунелът е част от транспортна артерия в центъра на града с голяма интензивност на движението Изток-Запад.

## История
Пътният тунел под пощата в Пловдив е построен през 1980-те години по време на управлението на кмета Христо Мишев като част от мащабно преустройство на пловдивските пътни артерии. Тогава е взето решение пресичането на булевард „Цар Борис III Обединител“ с булевард „Княгиня Мария-Луиза“ да стане на две нива с тунел, който да извежда автомобилният поток под „Гладстон“ на повърхността чак до Художествената галерия. 
През лятото на 2018 г. тунелът е затворен за 4 месечен основен ремонт, за което са отпуснати над половин милион лева. В края на май 2019 тунелът е затварян два пъти за няколко часа поради проливни пролетни дъждове и невъзможността на отводнителната система да поеме дъждовната вода.
Тунелът е изграден в посока изток – запад.

## Технически данни
Тунелът е с една тръба с две ленти за всяка посока на движение, всяка с широчина 4,2 м. Максималната височина е 4,8 м. Тунелът е в завой с дължина по оста на северното платно 245 м и 283 м – за южното платно. Липсва разделителна ивица. От входа не се вижда изхода. Стените на тунела са изградени от вертикални бетони панели с широчина 1,3 м. Таванът е от положени напречно на посоката на движение 2Т-панели. Настилката на пътя е асфалтова, която съобразно своите светлотехнически характеристики се отнася към клас R3.
Максималната допустима скорост на движение на моторните превозни средства е 60 км/ч. Интензивността на движение е от 100 до 1000 мпс/ч.
Осветлението на входните зони на тунела се осъществява с 42 броя осветители с асиметрично излъчване за всяка от посоките на движение и общо 57 броя осветители със симетрично излъчване – за основното осветление на тунела. Общият брой на
осветителите е 141.
Начин на изпълнение – „Открит способ (cut and cover)“.